# احمد شیرزاد
احمد شیرزاد نماینده مجلس ششم شورای اسلامی بوده و از اعضای شورای مرکزی جبهه مشارکت ایران اسلامی است. او دکترای فیزیک ذرات بنیادین از دانشگاه صنعتی شریف دارد. وی در سال ۱۳۷۸ نماینده مردم اصفهان و ورزنه در مجلس شورای اسلامی بود ولی در سال ۱۳۸۲ صلاحیتش برای ورود به مجلس هفتم شورای اسلامی رد شد و در اعتراض به رد صلاحیت‌ها توسط شورای نگهبان اقدام به تحصن نمود.
او یکی از امضا کنندگان نامه موسوم به جام زهر می‌باشد.
شیرزاد استاد دانشگاه صنعتی اصفهان است و از استادان فعال در انتخابات سال ۱۳۷۶ در استان اصفهان بود.

## انتقاد از برنامهٔ هسته‌ای ایران
احمد شیرزاد از منتقدان برنامهٔ هسته‌ای ایران است. او معتقد است برنامهٔ هسته‌ای در ایران «ناموسی» شده‌است. نطق پیش از دستور او در مجلس ششم بازتاب‌های فراوانی داشت. همچنین او در سال ۱۳۸۵ گفته بود هزینهٔ استخراج یک کیلو اورانیوم ناخالص از معادن یزد برای ایران حدود ۱۳۰ دلار است در حالی که هزینهٔ یک کیلو کیک زرد در بازارهای جهانی حدود ۲۰ است. او همچنین ادعای تأثیرگذاری انرژی هسته‌ای بر ۲۰۰ رشته دیگر را بزرگ‌نمایی می‌داند. به گفته شیرزاد چشمه‌های ضعیف رادیواکتیو برای استفاده‌های پزشکی و تحقیقاتی ایران کافیست و تا پیش از تحریم‌ها هم مشکلی در تأمین آن‌ها وجود نداشته‌است.